# Gauchsdorf

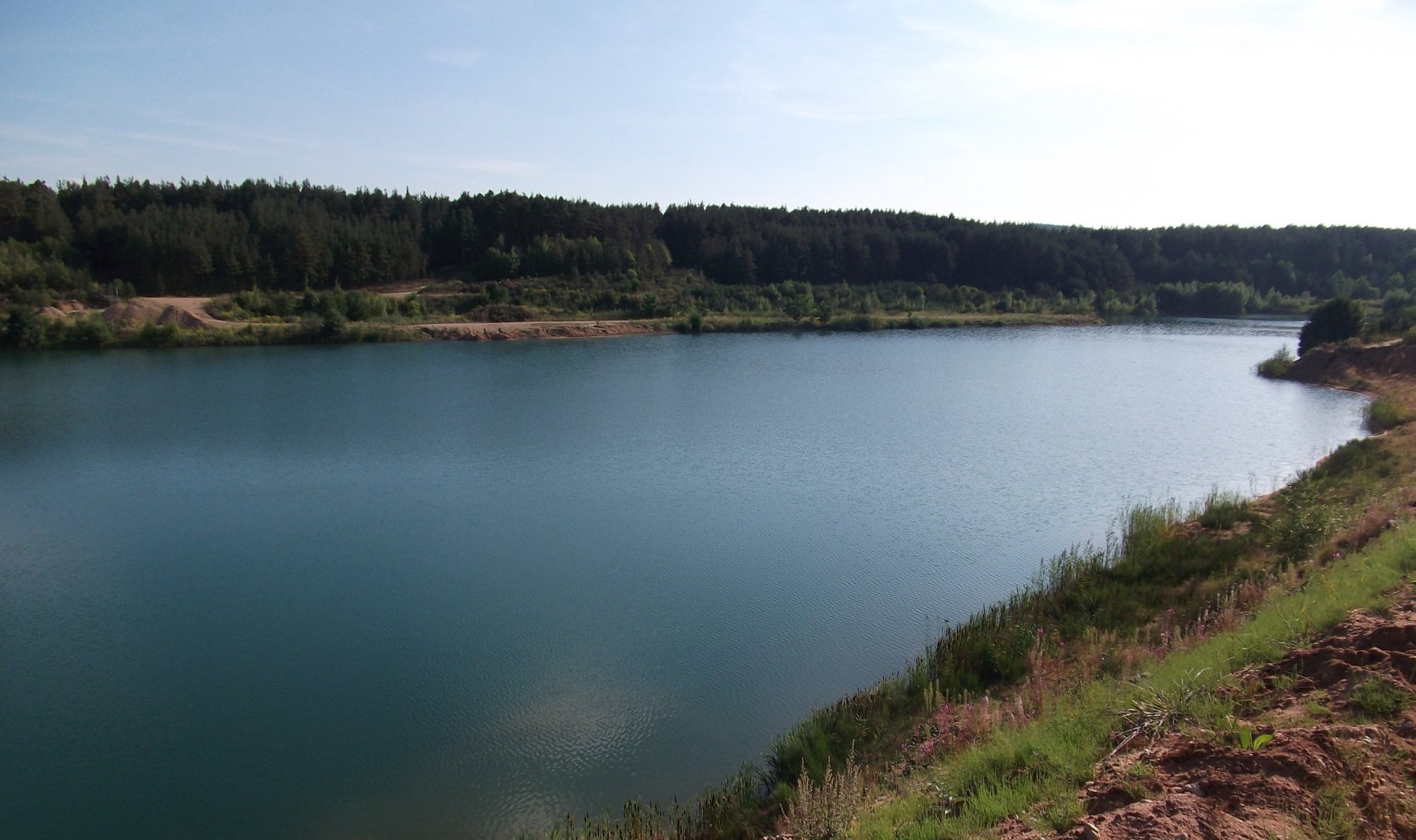
Baggersee (2012)

Gauchsdorf (fränkisch: Gauaschdoaf) ist ein Gemeindeteil der Gemeinde Büchenbach im Landkreis Roth (Mittelfranken, Bayern). Gauchsdorf liegt in der Gemarkung Günzersreuth.

## Lage
Das Dorf liegt sieben Kilometer südlich von Schwabach und sechseinhalb Kilometer westlich von Roth an einem leichten Südhang unterhalb des 397 m hohen „Schillbuck“. Dieser ist ein südlicher Ausläufer des Heidenberges. Am Schillbuck entspringt ein namenloser Bach, der mehrere Weiher speist, Gauchsdorf östlich begrenzt und dort als Vorfluter in die Aurach mündet. Der Altort Gauchsdorfs wird südlich von der Aurach begrenzt, der weiter westlich von Südwesten der Hirtenbach zufließt. Südlich des Ortes liegt ein etwa 30 Hektar großes Abbaugebiet für Bausand, in dem sich in der Grundwassersohle der Aurach und des Kaltenbaches zwei Baggerseen gebildet haben.
Gemeindeverbindungsstraßen verlaufen nach Götzenreuth (1,5 km nordwestlich) und Kühedorf (1,4 km nordöstlich) jeweils zur Kreisstraße RH 5. Eine Gemeindeverbindungsstraße führt nach Breitenlohe zur Staatsstraße 2224 (2 km östlich). Der kleine Sonderflugplatz Schwabach in Gauchsdorf (ICAO: EDPH) hat eine asphaltierte 500 m lange Start- und Landebahn sowie einem Heliport, Werkstatt und einige Hangars.

## Geschichte
Das Gebiet um Gauchsdorf war bereits in der Steinzeit von Menschen besiedelt, wie einzelne Funde belegen. Eine mehrere Hektar große Siedlung der Eisen- und Bronzezeit befand sich 800 Meter nördlich von Gauchsdorf am Fuß des Schillbuck und ist als Bodendenkmal qualifiziert. Zur Zeitenwende war das Gebiet der südlichste Ausläufer des Siedlungsgebietes der Narisker.
Zu römischer Zeit wurde die Besiedlung aufgegeben, denn der Limes war nur einen Tagesmarsch nach Süden entfernt und die Zeiten wurden zu unruhig. Aus der Zeit der Völkerwanderung fehlen ebenfalls jegliche Befunde, diese setzen erst nach der karolingischen Zeit sporadisch wieder ein.
Der heutige Ort entstand wahrscheinlich bereits im 9. Jahrhundert am damals wichtigen Handelsweg von Kammerstein nach Roth, der das Aurachtal entlang führte, und sich hier mit der sogenannten „Italerstraße“ kreuzte. Er wurde planmäßig als ein aus 6 Höfen bestehendes Straßendorf angelegt. Zum Schutz vor den damals umherziehenden Ungarn wurden am Heidenberg Fliehburgen errichtet. Der Burgstall Osterwiese und der Burgwall Eichelberg sind ebenfalls als Bodendenkmäler noch erhalten. Die erste Mühle soll im 12. Jahrhundert errichtet worden sein. Im 13. Jahrhundert bestand Gauchsdorf aus 6 Ganzhöfen.
Erstmals urkundlich erwähnt wurde der Ort 1326 als „Gauchstorferius“ anlässlich der Zahlung des Zehnten an das Kloster Ebrach. Der Ortsname hat als Bestimmungswort den Personennamen des Gründers Gaucho und als Grundwort -reuth, d. h. „Zur Rodung des Gaucho“. 1349 war der Ort noch in Besitz der Grafen von Nassau, kam dann in der Folgezeit an die Burggrafschaft Nürnberg. Im Urbar für das burggräfliche Amt Schwabach, das ca. 1360 aufgestellt wurde, wurde der Ort als „Jawegszdorff“ erwähnt. Im Salbuch von 1410 sind für „Gaugstorff“ 1 Mühle, 5 Güter und 1 halbes Gut angegeben. Auch im Salbuch des nunmehr markgräflichen Amtes Schwabach, das 1434 aufgestellt wurde, wurden für den Ort gleicher Besitz angegeben. Weiterhin ist 1 Hof verzeichnet, der der Schwabacher Familie Linck gehörte. Im Jahre 1623 unterstanden dem Kastenamt Schwabach acht Anwesen. Im Jahre 1732 gab es laut den Oberamtsbeschreibungen von Johann Georg Vetter in Gauchsdorf zehn Anwesen, von denen 9 dem Kastenamt Schwabach (5 Höfe, 4 Gütlein) und 1 Gut der Familie Linck unterstanden.
Gegen Ende des 18. Jahrhunderts gab es in Gauchsdorf zehn Anwesen (6 Ganzhöfe, 1 Köblergut, 1 Gütlein, 1 Fischgut, 1 Mahl- und Sägemühle) und ein Gemeindehirtenhaus. Das Hochgericht übte das brandenburg-ansbachische Oberamt Schwabach aus. Die Dorf- und Gemeindeherrschaft sowie die Grundherrschaft über alle Anwesen hatte das Kastenamt Schwabach. Im Jahre 1800 gab es im Ort neun Anwesen.
Im Rahmen des Gemeindeedikts wurde 1808 Gauchsdorf dem Steuerdistrikt Günzersreuth und der 1818 gebildeten Ruralgemeinde Günzersreuth zugeordnet. Am 1. Januar 1972 wurde Gauchsdorf im Zuge der Gebietsreform in Bayern nach Büchenbach eingegliedert.
In den 1960er Jahren entstand weitere Wohnbebauung; die Fliegervereinigung Schwabach siedelte sich nördlich des Ortsgebietes an und errichtete dort ihren Flugplatz.
Das Jahr 1989 brachte Gauchsdorf einen kurzfristige Bevölkerungszuwachs, als 60 DDR-Flüchtlinge dort einquartiert wurden. Seitdem entstanden aus der ehemaligen Dorfschmiede ein kleines Industriegebiet sowie eine neue Wohnansiedlung. In den Jahren 1995 und 2022 stürzten bei Gauchsdorf Flugzeuge ab.

### Baudenkmäler
In Gausdorf gibt es vier Baudenkmäler:
- Gauchsdorfer Hauptstraße 2: Bauernhof und Austragshaus
- Zur Alten Schmiede 6: Gasthaus und Scheune
- Zur Alten Schmiede 8: dazugehörige Scheune
- zwei Grenzsteine

### Einwohnerentwicklung
| Jahr      | 001818 | 001840 | 001861 | 001871 | 001885 | 001900 | 001925 | 001950 | 001961 | 001970 | 001987 | 002014 | 002019 |
| Einwohner | 81     | 90     | 103    | 91     | 83     | 86     | 98     | 118    | 93     | 90     | 114    | 166    | 159    |
| Häuser    | 14     | 15     |        |        | 16     | 17     | 17     | 16     | 18     |        | 33     |        |        |
| Quelle    | [ 18 ] | [ 19 ] | [ 20 ] | [ 21 ] | [ 22 ] | [ 23 ] | [ 24 ] | [ 25 ] | [ 26 ] | [ 27 ] | [ 28 ] | [ 29 ] | [ 29 ] |

## Religion
Gauchsdorf ist seit der Reformation evangelisch-lutherisch geprägt und bis heute nach St. Willibald (Büchenbach) gepfarrt. Die Katholiken  waren ursprünglich nach St. Vitus (Veitsaurach) gepfarrt, heute ist die Pfarrei St. Sebald (Schwabach) zuständig.

## Gegenwart
Der Ort ist land-, forst- und fischwirtschaftlich geprägt. Die ehemalige Mühle ist als Sägewerk noch in Betrieb. Zwischen dem Flugplatz und dem Industriegebiet wird ein solarelektrisches Kraftwerk betrieben. Des Weiteren gibt es in Gauchsdorf eine Einrichtung der Altenpflege (Alten-Wohngemeinschaft für Demente) und eine kleine private Hundezucht.

## Veranstaltungen
- Flugtage Gauchsdorf mit Festbetrieb (Fliegerfest)
- Kärwa Gauchsdorf (Ende Mai, Anfang Juni) mit historischem Traktortreffen